# Сан Сабино (Перуђа)
Сан Сабино је насеље у Италији у округу Перуђа, региону Умбрија.
Према процени из 2011. у насељу је живело 110 становника. Насеље се налази на надморској висини од 410 м.